# عظم زورقي
العظم الزورقي (بالإنجليزية: Navicular bone)‏ هو عظم صغير في رصغ القدم أو عظم الكاحل عند أغلب الثدييات.

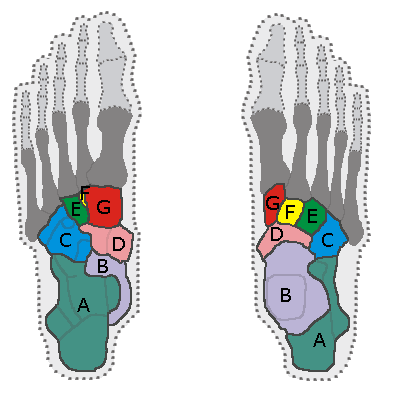
عظام الرصغ.
الرسم إلى اليمين نظرة من أعلى القدم، والرسم إلى اليسار نظرة من أسفل القدم :
A- عظم العقب (Calcaneus).
B- عظم الكاحل (Talus bone).
C- العظم النردي (Cuboid bone).
D- العظم الزورقي (Navicular bone).
E- عظم إسفيني وحشي (Lateral cuneiform bone).
F- عظم إسفيني أوسط (Intermediate cuneiform bone).
G- عظم إسفيني إنسي (Medial cuneiform bone).
- العظام المبيّنة باللون الرمادي الداكن (الغامق) هي عظام مشط القدم (Metatarsal bones).
- العظام المبيّنة باللون الرمادي الفاتح هي سُّلاَمَيات القدم (Phalanges of the foot).

## في تشريح الإنسان
العظم الزورقي في البشر هو أحد عظام الرصغ التي توجد في القدم. وقد اشتُقّ اسمها من تشابه هذا العظم البشري مع شكل زورق صغير، بسبب السطح المفصلي القريب شديد التقعّر. يُستخدم مصطلح العظم القاربي لأحد عظام رسغ اليد في المعصم بسبب التقّعر الشديد أيضاّ.
يقع العظم الزورقي في البشر على الجانب الإنسي للقدم، ويتمفصل من الناحية القريبة مع عظم الكاحل ، ومن الناحية البعيدة مع العظام الإسفينية الثلاثة، و من الناحية الوحشية (خارجياً) مع العظم النردي.

## التعظّم
العظم الزورقي هو آخر عظام القدم بدئاً في التعظّم بنهاية السنة الثانية من العمر في الفتيات وبداية السنة الرابعة في الأولاد، وعلى الرغم من ذلك فهناك مجال كبير من التباين ذُكر في تقارير طبيّة.

## الارتباط
العضلة الظنبوبية الخلفية هي العضلة الوحيدة التي تتصل على العظم الزورقي. الجزء الرئيسي من العضلة يرتكز في أُحْدوبَة العظم الزورقي (بالإنجليزية:  tuberosity of navicular bone)‏.

## العظم الزورقي الإضافي
قد يتواجد العظم الزورقي الإضافي (بالإنجليزية: Accessory navicular bone) في 2-14٪ من عامة السكان  ، و ويمكن أن تشمل أعراضه:
- التهاب اللفافة الأخمصية (أو التهاب الرباط الأخمصي).
- وكعة (أو التَوَرُّم الثفني في الإبهام الأفحج).
- مهماز العقب (أو مسمار العظم).

## صور إضافية

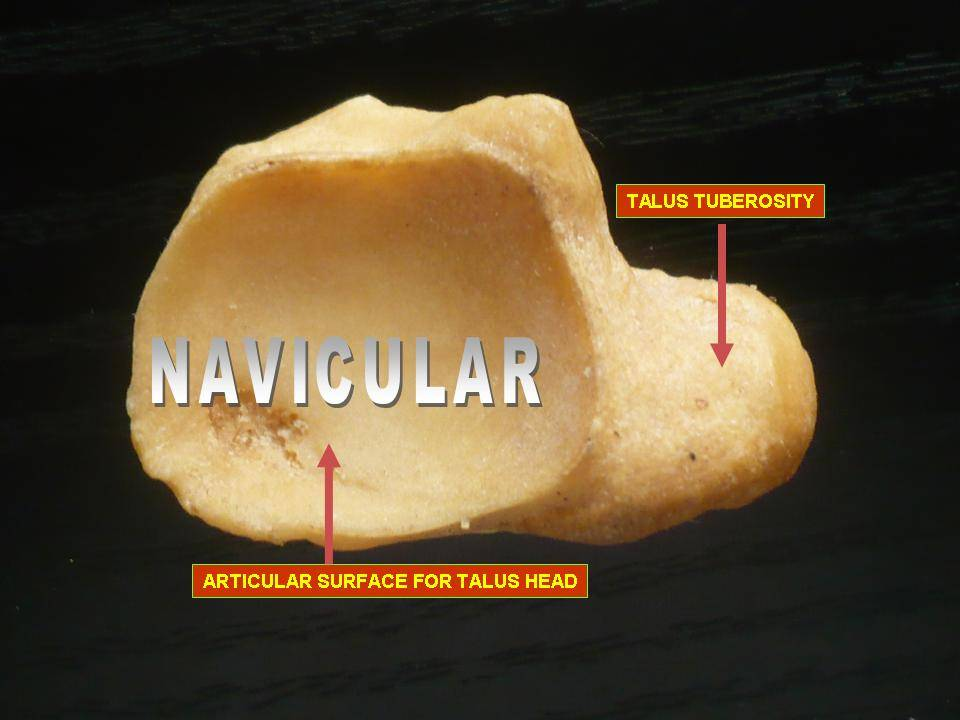
عظم زورقي. نظرة من أعلى.
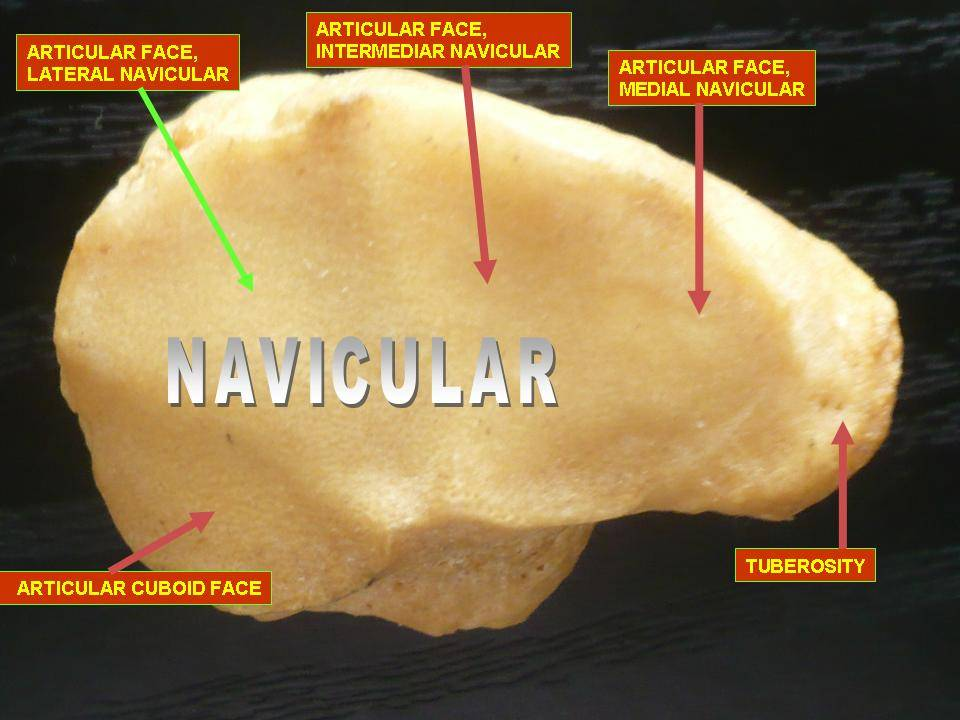
عظم زورقي. نظرة من أسفل.

## وصلات خارجية
- تحميل مجاني / هيئة STL، لنموذج العظم الزورقي ثلاثي الأبعاد قابل للطباعة 3D printable navicular bone model, free download in STL format (Embodi3D.com)